# Ubi arcano Dei consilio
Ubi arcano Dei consilio est la première encyclique du pape Pie XI, publiée le 23 décembre 1922, qui définit le programme du nouveau pontificat résumé dans la formule Pax Christi in regno Christi, « la paix du Christ dans le règne du Christ ». Face à la tendance qui voit la foi se réduire à la sphère privée, Pie XI demande à ses fidèles de développer une société pleinement chrétienne où le Christ règne sur tous les aspects de la vie.
Ce programme a été complété par les encycliques Quas primas en 1925 et Miserentissimus Redemptor en 1928.

## Source
- (it) Cet article est partiellement ou en totalité issu de l’article de Wikipédia en italien intitulé « Ubi Arcano Dei Consilio » (voir la liste des auteurs).